# Eriozona catalina
Eriozona catalina är en tvåvingeart som först beskrevs av Charles Howard Curran 1930.  Eriozona catalina ingår i släktet barrblomflugor, och familjen blomflugor.
Artens utbredningsområde är Arizona. Inga underarter finns listade i Catalogue of Life.